# Rauðseyjar
Rauðseyjar es una isla cerca de la costa oeste de Islandia en el fiordo de Breiðafjörður al suroriente de Flatey. En la región de Vestfirðir. Como las islas de los alrededores, fue creada a partir de un gran glaciar durante la era de hielo.